# Василь (князь Феодоро)
Василь (XIV століття) — ауфент (правитель) держави Феодоро в Криму. У генуезців відомий як Аффендізі (від титулу ауфент)

## Життєпис
Теорія, що Василь був князем Теодоро є гіпотезою, що нічим не підкріплено. Також ймовірно не належав до роду Гаврасів, його походження достеменно не відомо. В Золотій Орді також відомий як Чичикій, можливо це спотворено грецьке прізвище Татікій (Тацикій) чи готського Тіхік. Діяв за часів хана Тохтамиша, якого був вірним підданим.
Єдиним свідченням є надпис, що було виявлено у башті Мангупа, який відноситься до періоду між 1391 і 1401 роками. Він зберігав посаду сада (у звичному для місцевої еліти візантійському варіанті геконтарха), яку успадкував або перебрав у Дмитра-Хуітана.
У 1395—1397 роках скористався послабленням влади Тохтамиша у Кримському улусі для зміцнення влади та самостійної політики, що відбилося у зведенні укріплень навколо Мангупа. Під час його правління орди Тамерлана зруйнували більшу частину Криму, але повного руйнуваня Теодоро ззанало 1399 року від Едигея. Ймовірно Василь загинув в цей період. Мангуп лежав у руїнах, про що свідчив ієромонаха Матвій (екзарха константинопольського патріарха Антонія IV) в поемі «Опис міста Феодоро», який відвідав ці місця невдовзі після вторгнення Тимура, а також османський історик Печеві.